# Jérôme de Capitani d'Arsago
Pour les articles homonymes, voir de Capitani.
Jérôme de Capitani d'Arsago, né vers 1485 et mort en 1542, est un prélat italien du XVIe siècle. 

## Biographie
Jérôme de Capitani d'Arsago est patricien milanais et membre de l'ordre des bénédictins. Il est évêque d'Ivrée en 1511 et aussitôt transféré au siège épiscopal de Nice où il reste jusqu'à sa mort en 1542. Il participe au cinquième concile du Latran (1512-1519). D'Arsago est aumônier de la reine Éléonore de Habsbourg, épouse de François Ier de France.